# Ũ
Das Ũ bzw. ũ ist ein Buchstabe aus dem Guaraní-Alphabet, der einen nasalierten U-Laut repräsentiert. 
Das Zeichen war früher außerdem Teil des lateinischen Alphabets des Nauruischen. Es ist ein U mit Tilde und wurde dem deutschen Ü gleichgesetzt, wobei die Aussprache manchmal auch eine Mischung aus u und ü sein konnte. Heute wird es in der neuen nauruischen Schreibweise als normales „u“ geschrieben. Da es in europäischen Alphabeten nicht gebraucht wird, wird es neben andere akzentuierte U-Zeichen gestellt.
Außerdem steht es im phonetischen Alphabet für den U-Nasal im Portugiesischen.

## Darstellung auf dem Computer
In HTML gibt es die benannten Zeichen &Utilde; für das große Ũ und &utilde; für das kleine ũ.